# Limnophora caesia
Limnophora caesia är en tvåvingeart som först beskrevs av Villeneuve 1936.  Limnophora caesia ingår i släktet Limnophora och familjen husflugor. Inga underarter finns listade i Catalogue of Life.